# Liste der Universitäten in Louisiana
Liste von Universitäten und Colleges im US-Bundesstaat Louisiana:
- Centenary College of Louisiana
- Dillard University
- Louisiana College
- Louisiana State University System
  - Louisiana State University – Baton Rouge
  - Louisiana State University at Alexandria
  - Louisiana State University at Eunice
  - Louisiana State University in Shreveport
  - Louisiana State University Health Sciences Center New Orleans
  - Louisiana State University Health Sciences Center Shreveport
  - Louisiana State University School of Dentistry
  - Louisiana State University School of Veterinary Medicine
  - Paul M. Hebert Law Center
  - University of New Orleans
- University of Louisiana System
  - Grambling State University
  - Louisiana Tech University
  - McNeese State University
  - Nicholls State University
  - Northwestern State University
  - Southeastern Louisiana University
  - University of Louisiana at Lafayette
  - University of Louisiana at Monroe
- Loyola University New Orleans
- Our Lady of Holy Cross College
- Our Lady of the Lake College
- Saint Joseph Seminary College
- Southern University System
  - Southern University and A&M College
  - Southern University at New Orleans
  - Southern University at Shreveport
  - Southern University Law Center
- Tulane University
- Xavier University of Louisiana